# Rio Coacăzul
O Rio Coacăzul é um rio da Romênia, afluente do Bouleţul Mic, localizado no distrito de Neamţ.